# Colombe de Cornouailles
 (janvier 2025).
Si vous disposez d'ouvrages ou d'articles de référence ou si vous connaissez des sites web de qualité traitant du thème abordé ici, merci de compléter l'article en donnant les références utiles à sa vérifiabilité et en les liant à la section « Notes et références ».
Colombe de Cornouailles est une sainte chrétienne, vierge et martyre, ayant vécu au VIe siècle. Née dans le paganisme, elle se convertit au christianisme après que le Saint-Esprit, sous la forme d'une colombe, lui apparut dans une vision. Ses parents lui arrangèrent un mariage avec un prince païen, mais ayant refusé le mariage, Colombe fut emprisonnée. Elle s'enfuit aux Cornouailles, où elle fut de nouveau capturée et martyrisée. Sainte Colombe de Cornouailles est célébrée le 11 novembre et le 15 novembre.

## Histoire
Colombe naquit au VIe siècle au sein d'une famille royale païenne, probablement à Lothian, en Écosse. Selon l'hagiographe David Nash Ford, le nom de ses parents peut provenir de formes corrompues des noms du Roi Lot et de la Reine Morgause dans les légendes arthuriennes. Elle aurait eu neuf sœurs. La plupart de ce qui est connu de Colombe est dû à deux paroisses aux Cornouailles l'ayant nommée comme leur sainte patronne et d'un manuscrit dans la collection de la Bibliothèque de l'université de Cambridge rédigé par l'activiste et universitaire catholique cornique Nicholas Roscarrock pendant le règne d'Élisabeth Ire et basé sur la tradition locale.
Colombe se convertit au christianisme lorsque le Saint-Esprit lui apparut dans une vision, sous la forme d'une colombe, lui promettant amour et bénédictions,. Ses parents lui arrangèrent un mariage avec un prince païen, bien qu'ayant fait vœu de virginité, puis refusa de se rendre au temple païen avec eux ; elle rejeta le mariage, et ses parents, l'ayant « dissuadé avec gentillesse, puis avec cruauté », l'emprisonnèrent. Un ange l'aida à s'échapper, et l'emmena au désert, où elle fut de nouveau capturée par un roi local, admirant sa beauté et sa grâce, et il proposa de la marier à son fils si elle renonçait à sa foi,. Elle refusa. Par conséquent, elle fut condamnée à la roue et la potence. Or, elle ne mourut pas. Alors, elle fut renvoyée en prison. Un ange l'aida encore une fois à se sauver, elle prit la fuite jusqu'à la côte, et monta à bord d'un bateau qui l'emmena aux Cornouailles à ce qui est désormais appelé Trevelgue Head (que l'on peut traduire en anglais par « terre rouge » ; l'historien cornique Nicholas Orme suppose que cela peut faire référence à la couleur de la terre à l'endroit du martyre ainsi que la manière dans laquelle il eut lieu). Le roi la retrouva à Ruthvoes, au centre de Cornouailles, à trois km au sud de St Columb Major, 10,5 km à l'est de Newquay, et la décapita,,. Elle fut enterrée à St Columb Major.

## Héritage et vénération
L'hagiographe et historien Sabine Baring-Gould suggéra que Colombe eut pu avoir été un homme, or, il n'y a aucune preuve de ce qu'il avance et il est généralement accepté que Colombe fut une femme,.
Orme déclare que le jour de fête dédié à Sainte Colombe de Cornouailles a « une histoire complexe ». Des différences émergent concernant la date lui étant attribuée ; à St Columb Major, sa fête a été fixée au 15 novembre, « selon la pleine lune ». Elle deviendra une fête mobile, comme dans d'autres paroisses de Cornouailles, mais à un moment donné, il a apparemment changé du jeudi au dimanche à St Columb Major. Des foires furent tenues à St Columb Major le 25 avril et le 24 juin.